# 九龍巴士63X線
九龍巴士63X線是香港的一條日間巴士路線，來往洪水橋（洪福邨）及佐敦（西九龍站），途經藍地、虎地、紅橋、屯門市中心、美孚、旺角及油麻地，取道屯門公路、荃灣路及西九龍走廊往返。
受定線迂迴影響，在2009年10月18日前，本線行車時間為105分鐘，自九巴70線於2008年12月7日停辦後，本線更一度成為全港行車時間最長的雙向專利巴士路線。路線改動後，因行車里數及時間分別減至35.3公里及80分鐘，行車時間及最長路線被城巴過海隧道巴士698R線（已取消）以102分鐘打破。本線起訖點雖與268X線相同，同樣途經西九龍走廊直達油尖旺區，不經長沙灣及深水埗，但本線取道屯門公路往返，並途經屯門新市鎮和美孚新邨而不取道大欖隧道。

## 歷史
- 63X這編號原本是建議往返屯門市中心及沙田圍，是準備在五號幹線石圍角至柴灣角段（現為九號幹線）建成後開辦，如今這工作已由263接替。
- 1998年5月26日：本線開辦，初期往返天慈邨及佐敦道碼頭，是天慈邨巴士總站啟用後首條全日路線，以非空調巴士混合空調巴士行走。
- 2002年3月30日：全線以空調巴士行走，為天水圍最後一條改為全線空調的專利巴士路線。
- 2003年：九龍區總站由佐敦道碼頭遷至佐敦匯翔道。
- 2009年10月18日：因西鐵綫的九龍南綫延線於2009年8月16日通車，客量再度下降，新界區總站由天水圍天慈邨縮短至洪水橋田心路，並不經天水圍、屏山及尖沙咀，同時增設本線與281A線往返尖沙咀及九龍鐵路站方向的八達通轉乘優惠、調低全程收費至$12.5。
- 2009年12月20日：本線九龍區總站由佐敦匯翔道遷至佐敦渡華路。
- 2014年3月29日：實施以下改動：
  - 來回程加停屯門公路轉車站，並提供與往屯門、元朗各條路線的八達通轉乘優惠。
  - 美孚及旺角之間改行西九龍走廊（07:00前及22:00後往洪水橋方向改經塘尾道及荔枝角道，中途不停站）。
  - 本線是1988年九龍巴士12B線取消後，再次行經塘尾道的專營巴士路線。
- 2015年3月21日：增設到站時間預報。[4]
- 2015年6月6日：本缐元朗區總站由洪水橋田心路遷往洪福邨[5][6]。
- 2015年8月1日：本缐往洪水橋方向於彌敦道近奶路臣街加設中途站[7]。
- 2016年8月20日：往洪水橋（洪福邨）方向全日行走西九龍走廊，取消早上7時前和晚上10時後改經塘尾道及荔枝角道安排[8]。
- 2018年9月16日：九龍區總站由佐敦（渡華路）巴士總站遷往西九龍站巴士總站[9]。
- 2024年4月29日：往佐敦方向增停洪元路「洪元路洪福邨」站。

## 服務時間及班次
| 洪水橋（洪福邨）開 | 洪水橋（洪福邨）開 | 洪水橋（洪福邨）開 | 佐敦（西九龍站）開 | 佐敦（西九龍站）開 | 佐敦（西九龍站）開 |
| 日期               | 服務時間           | 班次（分鐘）       | 日期               | 服務時間           | 班次（分鐘）       |
| ------------------ | ------------------ | ------------------ | ------------------ | ------------------ | ------------------ |
| 星期一至五         | 05:30-07:00        | 30                 | 星期一至六         | 06:10-07:10        | 30                 |
| 星期一至五         | 07:00-07:20        | 20                 | 星期一至六         | 07:30              | 07:30              |
| 星期一至五         | 07:20-08:20        | 12                 | 星期一至六         | 08:00-16:00        | 30                 |
| 星期一至五         | 08:00-11:00        | 20                 | 星期一至六         | 16:00-20:00        | 20                 |
| 星期一至五         | 11:00-16:30        | 30                 | 星期一至六         | 20:00-21:00        | 15                 |
| 星期一至五         | 16:30-18:10        | 20                 | 星期一至六         | 21:00-23:00        | 12                 |
| 星期一至五         | 18:10-23:40        | 30                 | 星期一至六         | 23:00-00:00        | 20                 |
| 星期一至五         | 00:05              | 00:05              | 星期一至六         | 00:30              | 00:30              |
| 星期六             | 05:30-07:00        | 30                 |                    |                    |                    |
| 星期六             | 07:00-08:00        | 15                 |                    |                    |                    |
| 星期六             | 08:00-10:00        | 20                 |                    |                    |                    |
| 星期六             | 10:00-12:00        | 15                 |                    |                    |                    |
| 星期六             | 12:00-17:30        | 30                 |                    |                    |                    |
| 星期六             | 17:50              |                    |                    |                    |                    |
| 星期六             | 18:10-23:40        | 30                 |                    |                    |                    |
| 星期六             | 00:05              |                    |                    |                    |                    |
| 星期日及公眾假期   | 05:30-08:00        | 30                 | 星期日及公眾假期   | 06:10-09:40        | 30                 |
| 星期日及公眾假期   | 08:00-15:40        | 20                 | 星期日及公眾假期   | 10:00-18:00        | 30                 |
| 星期日及公眾假期   | 15:40-23:40        | 30                 | 星期日及公眾假期   | 18:00-20:00        | 20                 |
| 星期日及公眾假期   | 00:05              | 00:05              | 星期日及公眾假期   | 20:00-23:00        | 15                 |
|                    |                    |                    | 星期日及公眾假期   | 23:00-00:00        | 20                 |
| 00:30              |                    |                    | 星期日及公眾假期   |                    |                    |

## 收費
全程：$15.6
- 洪水橋（洪福邨）往華都花園或之前：$5.5
- 美孚站往佐敦（西九龍站）：$6.9
- 鴉蘭街往佐敦（西九龍站）：$5.6
- 屯門公路轉車站往洪水橋（洪福邨）：$9.6
- 屯門大會堂往洪水橋（洪福邨）：$5.5

| - 本線設有12歲以下小童及65歲或以上長者半價優惠。 - 65歲或以上香港居民使用「樂悠咭」，以及12歲以下合資格殘疾兒童使用「殘疾人士身份」個人八達通繳付車資，均可享有每程$2.0或半價（以較低者為準）的票價優惠；12至64歲合資格殘疾人士使用「殘疾人士身份」個人八達通（包括「樂悠咭」），以及60至64歲香港居民使用「樂悠咭」繳付車資，均可享有每程$2.0或全費（以較低者為準）的票價優惠。 - 65歲或以上長者如使用長者或一般個人八達通繳付車資，則只可享有半價優惠；12至64歲合資格殘疾人士如不使用「殘疾人士身份」個人八達通，以及60至64歲人士如不使用「樂悠咭」繳付車資，必須繳付全費。 - 乘客可以現金或八達通於上車時付款，不設找續。 - 每位成人乘客可免費攜帶最多兩名4歲以下而不佔座位的兒童乘客乘車，超額之4歲以下小童必須繳付小童車費乘車。 - 持有「九巴月票」之乘客在車票有效期內，每日可享最多10程任何九龍巴士及龍運巴士路線（包括本路線，以及聯營路線的九龍巴士／龍運巴士提供的班次；惟乘搭機場「A」及「NA」線則可享原價二七折優惠（不會計算每天10次合資格車程））；而B1線則每日可享最多各2程（不會計算每天10次合資格車程）。 - 九龍巴士、城巴、龍運巴士及陽光巴士全職員工及家屬（不包括外判職員）可免費乘搭本路線，惟必須拍職員或職員家屬八達通。 - 乘客亦可透過多元化電子支付系統（e度嘟）繳付車資，包括使用非接觸式VISA卡、JCB卡、萬事達卡、銀聯卡、美國運通、大來國際、Discover Card、Apple Pay、Google Pay、Samsung Pay、AlipayHK「易乘碼」、支付寶、WeChatHK／微信支付「搭車碼」、銀聯雲閃付「乘車碼」及BOC Pay「乘車碼」。乘客使用此付款方式，使用此支付方式的乘客可享有中途下車之分段收費，以及與其他九巴／龍運獨營路線或聯營線九巴／龍運班次之轉乘優惠，惟不適用於與非九巴／龍運路線之轉乘優惠，亦不能享有「公共交通費用補貼計劃」及「長者及合資格殘疾人士公共交通票價優惠計劃」。 - 帶粗體字者為雙向分段收費，乘客必須使用八達通（九巴月票除外）上車拍卡繳費，並於下車前後於指定巴士站裝設拍卡機確認八達通，方可享有分段收費優惠。 |

## 使用車輛
本線開辦時，用車以丹尼士巨龍11米（空調：AD、非空調：S3N）及富豪奧林比安11米空調巴士（AV）行走，至2002年3月30日改為全空調服務行走，用車以後者為主。同年8月加入低地台服務，主力為三輛富豪超級奧林比安12米（3ASV）。本線未修改行車路線時，由於客流量極低，甚至過往曾多次使用單層巴士行走，例子有紳佳 K230UB 12米（ASC）及三菱MK217J（AM）等單層巴士。
由2012年3月6日起，本路線荔枝角廠派車改派一部Wright Eclipse Gemini 2車身富豪B9TL低地台雙層空調巴士（AVBWU150／PX8653） ，是本路線首次引入歐盟五型巴士掛牌車。另外，九巴於2012年購入的量產版10.5米Enviro 400雙軸低地台雙層空調巴士（車隊編號ATSE2-51，配備歐盟五型環保引擎及橙色電子路線牌，為九巴首款採用橙色電子路線牌的車款）於同年11月起陸續出牌，本路線於同年11月12日起換入三部同款巴士（ATSE2／RT2516、ATSE3／RT3476、ATSE4／RT4011）替代三部9.9米丹尼士巨龍巴士，為九巴首兩條引入該款巴士作掛牌的非過海路線（另一條為269B線）。2013年2月4日起，餘下一部荔枝角廠的非低地台富豪奧林比安11米（AV400／HR1554）被調走，由一部新出牌的10.5米Enviro 400（ATSE41／RW3143）替代，象徵本路線全線以低地台雙層空調巴士行走，但2014年2月22日起其中一輛（ATSE48／RW5779，曾經上掛「九巴情載80年」仿空調利蘭勝利二型車身廣告）被調往九龍巴士264M線（已取消），改派一輛富豪奧林比安11米（AV414／HR9710），令非低地台巴士一度再出現於本路線，後來該車換成另一輛首部配置歐盟五型引擎的Enviro500低地台巴士（ATEU1／MJ2927）。
2015年9月起，因應大幅理順行車路線後需求急速上升，同時為配合政府收緊低排放區的標準，本路線全線改派富豪B9TL（AVBWU）行走，同年12月起重新加入Enviro 500 MMC（ATENU）行走。2018年4月起，本路線屯門（Ｕ）廠全數9輛掛牌車換入配置「城市脈搏」塗裝的Enviro500 MMC（ATENU1361、1376-1378、1387-1389、1394-1395）行走。
2022年10月，因應本線客流量繼續急升，九巴遂將本線用車改為12.8米巴士及只剩一部12米巴士，皆為歐盟六型巴士，以提升競爭力。
現時本線使用10輛富豪B8L（1輛12米V6B、9輛12.8米V6X）雙層空調巴士，均屬元朗分廠或荔枝角機廠。
此路線部分用車需調走同一總站的68X及268X線，而兩線的用車亦不時支援此路線。平日另有一輛來自268B的亞歷山大丹尼士Enviro 500 MMC 11.3米（E6M）行走此路線一次。
| 車隊編號 | 車牌   |
| -------- | ------ |
| V6B172   | XE 871 |
| V6X136   | YF8195 |
| V6X141   | YF8415 |
| V6X144   | YF9066 |
| V6X168   | YN3849 |
| V6X169   | YN2697 |
| V6X170   | YN4077 |
| V6X177   | YP1167 |
| V6X178   | YP 581 |
| V6X180   | YP4131 |

## 行車路線
洪水橋（洪福邨）開經：田心路、田廈路、青山公路 (洪水橋段、藍地段)、藍地交匯處、屯門公路、屯發路、屯門公路、屯門公路巴士轉乘站、屯門公路、荃灣路、葵涌道、長沙灣道、荔枝角道、西九龍走廊、太子道西、荔枝角道、彌敦道、佐敦道及海泓道。
佐敦（西九龍站）開經：海泓道、佐敦道、彌敦道、亞皆老街、櫻桃街、 西九龍走廊西、西九龍走廊、荔枝角道、葵涌道、荃灣路、屯門公路、屯門公路巴士轉乘站、屯門公路、屯喜路、屯門公路、藍地交匯處、青山公路(藍地段、洪水橋段)、田廈路及田心路。

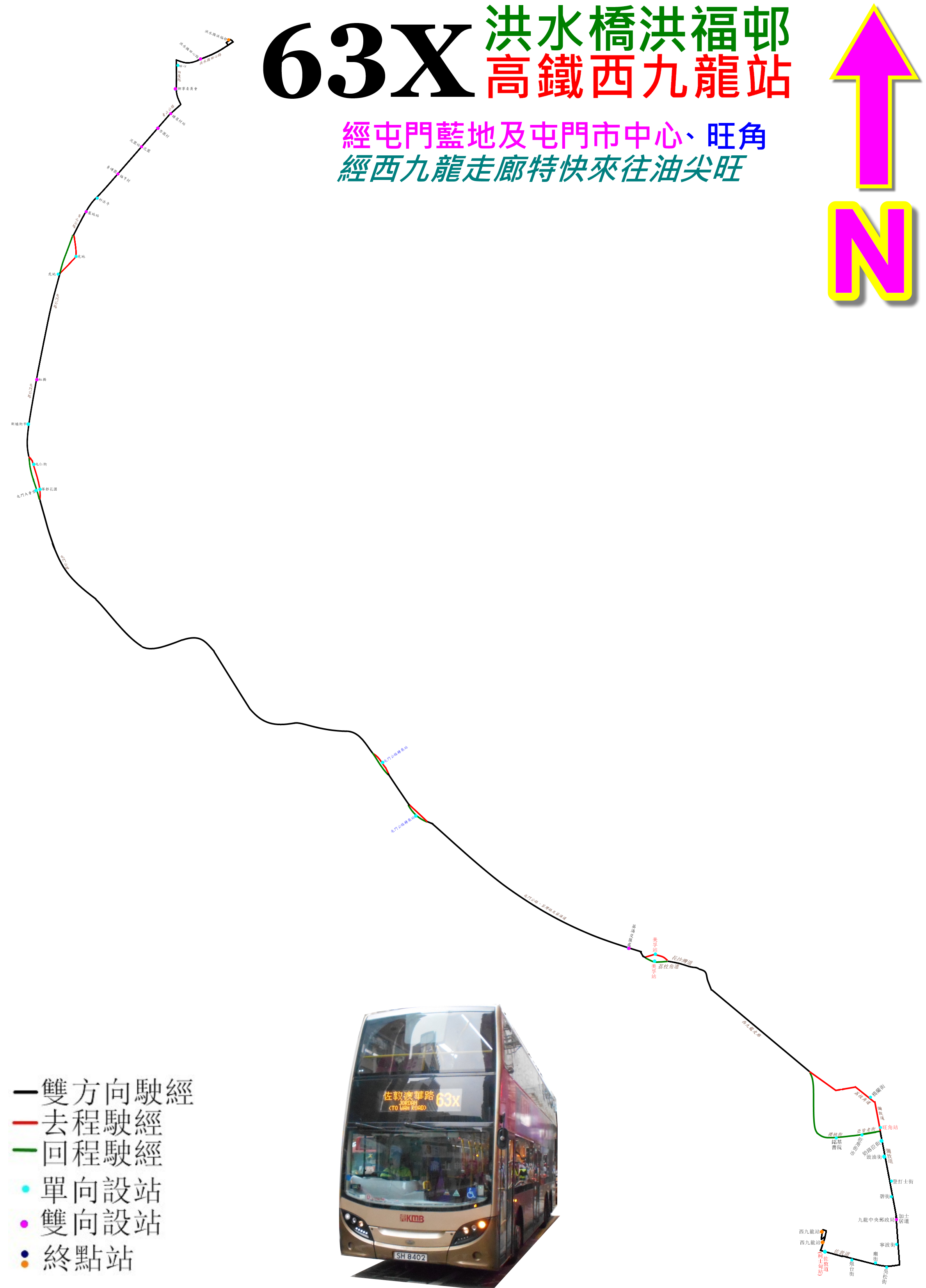
此線的走線圖

具體停站請參考資訊框

## 營運狀況
1998年5月26日至2009年10月17日
本路線於1998年5月26日配合68X線改經三號幹線而開辦，主要服務洪水橋、藍地等新界偏遠地區，由於人流不多，乘客量甚低，在屯門市內，使用本路線的乘客亦較少，主要是輔助性質。不過本線獨特之處便是提供前往旺角站以南至佐敦道、尖沙咀一段的獨市服務。
九巴260X線和265B線分別於2000年及2001年投入服務後，由於260X以取道西九龍公路直接來往佐敦及尖沙咀的吸引力，且265B較本線更快直達旺角，而2003年12月九廣西鐵（今港鐵西鐵綫）通車後，客量流失情況加劇，因為有不少原本在洪水橋、藍地等偏遠地區乘客改乘昂貴但更快捷的西鐵。自從2007年6月24日起，68X延長至洪水橋後，該區的市民出入市區有多一個選擇，而較多乘客亦改搭較直接和便宜的68X，本線班次遠比68X疏落之餘，收費更比68X昂貴，行車時間十分長，本線客量受到嚴重挑戰，現時即使是繁忙時間，客量亦較低（每班車一般只有二、三十人乘搭），因此九巴基本上已經對本線採取放棄態度。
當時本線主要作用是為青山公路藍地段及洪水橋段沿線的居民，提供來往九龍市區的巴士服務，同時疏導58X、60X、260X來往屯門至九龍的乘客，但多數屯門市內乘客基於收費較昂貴（虎地分段收費$13.4）和班次疏落，都會選擇等候58X、60X（上述兩線收費都是$11.3），或收費差不多的260X（收費$13.3），乘搭本線的乘客大多是在等候其他路線時剛巧碰見本線到站才登車。至於天慈邨居民更不會選搭本線，而乘坐其他九巴路線在大欖隧道轉乘68X及69X、乘坐265B前往旺角或步行到附近的天水圍站乘搭西鐵綫列車。
2009年10月18日至2014年3月28日（改道不入尖沙咀）
在改動前，63X線提供來往天慈邨及佐敦（匯翔道）之間的巴士服務，途經青山公路（屏山段、洪水橋段、藍地段）一帶、美孚、長沙灣、旺角及尖沙咀等地區，繁忙時段班次為每12至13分鐘一班，繁忙時段乘客使用率約50%，使用12輛雙層空調巴士行走。
在《2009年巴士路線發展計劃》中，運輸署鑑於63X線載客量持續偏低，及因加上港鐵九龍南綫於2009年通車，預期客量進一步下跌，為免巴士服務與西鐵綫重疊，故建議取消63X線。九巴並擬新增68A線轉乘58X及260X線的車費優惠，令總車費不會高於原63X線的水平。原建議擬於2009年第3季實施。
在改動前，每天約有20人於葵涌道近葵涌交匯處巴士站，另分別有600人在元朗區的青山公路（屏山段及洪水橋段）、2700人在屯門區的青山公路（洪水橋段、藍地段）及屯門公路使用63X線，當局建議受影響乘客改用以下之巴士及鐵路服務：
然而，由於介乎兆康苑至洪水橋之間的青山公路只有本線直達九龍區，一旦取消本線，該帶居民只能改乘紅色公共小巴或乘輕鐵往屯門市中心轉車，相當不便及造成擾民，因此有關建議備受屯門及元朗區區議會反對，運輸署改為建議於2009年九龍南綫通車後改由洪水橋田心路開出，不再前往天水圍及不再駛經尖沙咀，原訂於2009年9月27日生效。但因為運輸署對此改動暫未批准，經過運輸署的一段角力，此改動最終於2009年10月18日生效。
2014年3月29日至今（改行西九龍走廊）
即使本線改行西九龍走廊提供特快服務，但來回程仍需繞經美孚，加上班次被削減，故未能有效吸引乘客轉搭。乘搭此路線的乘客大部分是熟客或「見車上車」，流水客佔大多數。因此在2014年初改經西九龍走廊後，以不停靠長沙灣道各車站直達旺角的優勢，成功吸納快速往旺角至油麻地的屯門／洪水橋居民（當中更包括轉乘客），非繁忙時間載客率才有所回升。
不過改經西九龍走廊以收特快效果的改動卻受沿線區議員以「居民受行車噪音滋擾」為由的阻撓，往洪水橋方向須於清晨及深夜時分改經塘尾道及荔枝角道以回應訴求；然而於2015年中提升為全日服務的268X卻獲准全日行走西九龍走廊，因此此線的改道安排最為乘客所詬病。結果在2016-2017年度巴士路線計劃中，九巴及運輸署建議取消於清晨及晚上較後時段往洪水橋方向改行塘尾道及荔枝角道之安排，全日行走西九龍走廊，並於2016年8月20日頭班車起實施。自此，本線因乃屯門區唯一一條不經美孚至深水埗一帶的全日巴士路線，故此客流量飆升至高水平的狀態。

## 軼事
- 本線未修改行車路線前，曾為本港有記錄以來行車時間最長的巴士路線。
- 本線為唯一曾使用九巴載客量最少及載客量最多的空調巴士，分別為三菱MK217J（45人）及亞歷山大丹尼士Enviro 500 MMC 12.8米（146人），兩者載客量相差101人。
- 本線修改行車路線為特快路線後，掛牌車車齡一直偏低，現時更位於九巴掛牌車平均車齡第二位[12]，因此一直受巴士迷界非議，亦將本線列為「晒命線」[13]之列。

## 外部連結
- 九巴63X線官方網站路線資料 （页面存档备份，存于）
- 九巴63X線－681巴士總站 （页面存档备份，存于）
- 香港巴士大典上的相关条目：九巴63X線
- 西北經典系列‧九巴#10 63X-起死回生的特快線 （页面存档备份，存于）